# غويليرمي آزيفيدو
غويليرمي آزيفيدو (بالبرتغالية: Gui Azevedo‏) هو لاعب كرة قدم برازيلي في مركز الهجوم، ولد في 21 مايو 2001 في أبوكارانا في البرازيل. لعب مع غريميو بورتو أليغرينزي.

## وصلات خارجية
- غويليرمي آزيفيدو على موقع قاعدة بيانات كرة القدم.إي يو (الإنجليزية)
- غويليرمي آزيفيدو على موقع Soccerway.com (الإنجليزية)